# Jacinto Escobar
Crisanto Jacinto (de) Escobar (Murcia, 1654 - Teruel, c. 1719) fue un compositor y maestro de capilla español.

## Vida
Se sabe que Crisanto Jacinto Escobar nació en Murcia y se formó con el maestro Miguel Tello, antiguo maestro de capilla de Teruel y a partir de 1657 maestro en la Catedral de Murcia, por lo que es de suponer que su formación musical fue en el coro de infantes de la capilla de música de la Catedral murciana.
En 1684 el maestro José Lillo Alfonso dejó su cargo en Teruel y el magisterio turolense quedó vacante. El cabildo trató de atraer al maestro Diego Durón, pero tras una serie de cartas y dilaciones, el cabildo se decidió por el maestro Escobar. Precisamente las primeras noticias que se tienen de Escobar son de esta época, cuando en 1684 el maestro Miguel Tello envió una carta al cabildo turolense desde Murcia para recomendar a su discípulo Escobar para el magisterio de la Catedral de Teruel. En la carta se dan tres datos importantes para la biografía de Escobar: tenía 30 años, era presbítero y era ayudante del maestro de capilla de Murcia, el mismo Tello.
Durante su larga estancia en Teruel, Escobar se presentó a diversas oposiciones para el magisterio de otras catedrales e iglesias. Comienza en 1686 con las oposiciones para el magisterio del Colegió del Corpus Christi de Valencia, que se realizaron en diciembre. Se enfrentó a Francisco Sarrió, maestro de la iglesia de los Santos Juanes de Valencia; Joseph Andreu, maestro de la iglesia de San Martín de Valencia; Isidro Escorigüela, maestro de Játiva; y Máximo Ríos de Bique. Escobar se retiraría sin terminar los ejercicios, escribiendo una carta de renuncia al rector.
En 1696 se puso en contacto con el cabildo de la Catedral de Cuenca para ofrecerse como maestro.

El maestro de capilla de Teruel, Crisanto Jacinto de Escobar, se ofrece al cabildo conquense por maestro de capilla de la catedral.
Actas capitulares de la Catedral de Cuenca, sin fechar

[...] y en este vuelvo a molestar a vuestra señoria remitiendo esos malos borrones para que vuestra señoria los mande probar y por ellos se reconocera mi corta habilidad.
Actas capitulares de la Catedral de Cuenca, 18 de agosto de 1696

Se dejó opositar a Escobar en Cuenca, pero se le concedió la plaza. Finalmente se realizaría otra oposición el 23 de febrero de 1697, en la que Escobar se enfrentó a Julián Martínez Díaz, el maestro de Liria (Valencia) y otro músico de Valencia, que acabaría ganado Martínez.
En 1712 se le eligió para el tribunal de oposiciones para elegir al maestro de capilla de la Catedral de Valencia, que se encontraba vacante desde 1704, tras la jubilación de Antonio Teodoro Ortells. Es posible que el hecho estuviera relacionado con el fallecimiento de Juan Bautista Cabanilles, el organista de la Catedral, y la falta de compositores en ese momento. De todas formas, no hay noticias de unas oposiciones en 1712 en Valencia y en nuevo maestro, Pedro Rabassa, no llegaría hasta 1714.
Las últimas noticias de Escobar son de 1714 cuando «[s]e concede la Jubilación a Mosen Jacinto Crisanto de Escobar». Fallecería hacia 1719 en Teruel.

## Obra
Crisanto Jacinto de Escobar dejó un amplio registro de composiciones en la Catedral de Teruel, entre las que destacan numerosos villancicos en lengua vernácula.